# 集士港镇
集士港镇是中华人民共和国浙江省宁波市海曙区一个建制镇，辖区面积49平方千米，因辖内中塘河与西洋港河（今集士河）在集士港镇十字交汇，名十字港，后雅化为集士港:5，2010年1月，集士港镇成为宁波市卫星城市试点，被赋予部分县级经济社会管理权限。

## 历史
周朝时属鄞，秦朝时属句章县，宋朝初期腹地尚位于广德湖中，后改湖为田，至元朝末期属清道乡，明、清时属广德湖田隅，民国称丰成乡、望春乡、罂湖乡，1949年为丰惠乡、望春乡、罂湖乡。1950年丰惠乡分为丰成乡、秀水乡，罂湖乡分为湖山乡、鹤山乡（后改为岳山乡）、月塘乡，1956年丰成乡并入望春乡，湖山乡、岳山乡及月塘乡部分合并为白岳乡，1958年改为上游（望春）公社集士港大队（管理区，原望春乡）和繁荣大队（管理区，原罂湖乡），1961年改为集士港公社、白岳公社，属望春区，1983年6月改为集士港乡、白岳乡，1985年8月集士港乡改为集士港镇，1992年5月撤销望春区，白岳乡并入集士港镇:5、475，2016年9月划归海曙区管辖。

## 行政区划
集士港镇下辖以下地区
明馨社区、春华社区、井亭社区、秋实社区、广蔺社区、集士港村、元禾村、董家桥村、祝家桥村、杨家村、丰成村、横港村、卖面桥村、西陆村、翁家桥村、湖山村、四明山村、深溪村、双银村、山下庄村、万众村、新后屠桥村、岳童村、广昇村、望春工业园区社区